# آپوروا (فیلم ۲۰۲۳)
آپوروا (انگلیسی: Apurva) فیلم هندی دلهره‌آور تقلا برای زنده ماندن هندی-زبان است که در سال ۲۰۲۳ به نمایش درآمد، کارگردان و نویسنده آن نیکیل ناگش بهات بود و تهیه کنندگی فیلم را مراد کیتانی (Murad Khetani) بر عهده داشت. بازیگران اصلی تارا سوتاریا، که نام فیلم بر اساس نقشی که او بازی کرده انتخاب شده، به همراه راجپال یاداو، آبیشک بانرجی و دایریا کاروا (Dhairya Karwa) می‌باشند. داستان فیلم در ناحیه رود چامبال اتفاق می‌افتد و ماجرای زن معمولی را دنبال می‌کند که با موقعیت غیرعادی مواجه می‌شود و دست به هر کاری می‌زند تا زنده بماند. فیلم در روز ۱۵ نوامبر ۲۰۲۳ از طریق دیزنی پلاس هات‌استار به نمایش درآمد که نظرات مختلف منتقدان را به دنبال داشت.